# Валгама
Валга или Валгама (ест. Valga maakond) је округ у републици Естонији, у њеном јужном делу. Управно средиште округа је истоимени градић Валга.

Валга округ је унутаркопнени округ у Естонији. Својом јужном границом је и гранични округ ка Летонији. На истоку се округ граничи са окрузима Полва и Вору, на северозападу са округом Виљанди и на северу са округом Тарту.
Округ Валга спада у најмање округе у Естонији са свега 2,6% становништва земље.

## Урбана насеља
- Валга
- Тирва
- Отепја